# Дакоидные языки
Дакои́дные языки́ (также языки дака; англ. Dakoid languages) — группа, или ветвь, языков бенуэ-конголезской семьи нигеро-конголезской макросемьи. Область распространения — восточные районы Нигерии (штаты Тараба и Адамава). Включает 5 языков — дирим, донг, гаа, ламджа-денгса-тола и самба дака. Численность говорящих — около 134,5 тысяч человек (из них на диалектах самба дака говорит 107 тысяч человек, 2000). Название «дакоидная ветвь» образуется с помощью суффикса -оид- (-oid-), который по предложению Дж. Стюарта должен указывать на то, что языки, входящие в то или иное генетическое объединение бенуэ-конголезской семьи, разделяют не менее 40 % общей базовой лексики по списку М. Сводеша.
В разных классификациях место дакоидной ветви в пределах бенуэ-конголезской семьи может быть различным. Так, в исследовании Р. Бленча дакоидные языки сближаются с джукуноидными, платоидным и языками кайнджи, объединяемыми в центральнонигерийскую надветвь. Большинство остальных классификаций определяет место дакоидной группы в составе северной ветви бантоидных языков вместе с языками тикар, фам и мамбилоидными языками.

## Классификация

### Внутренняя
В классификации, предложенной в базе данных по языкам мира Glottolog, дакоидная группа разделена на две подгруппы:
1. подгруппа тарам-дирим-ннакеньяре:
  - кластер дирим-ннакеньяре: дирим, кластер ламджа-денгса-тола с диалектами ламджа, денгса и тола;
  - кластер самба дака с диалектами самба дака, самба джангани, самба ннакеньяре, самба мапео и тарам;
2. подгруппа тиба-донг: донг, гаа.

Согласно классификации, опубликованной Р. Бленчем, язык дирим относится к кластеру самба дака:
1. кластер самба дака:
  - самба дака;
  - самба джангани;
  - самба мапео;
  - самба ннакеньяре;
  - самба тола;
  - дирим;
2. гаа (тиба);
3. донг.

В классификации, опубликованной в справочнике языков мира Ethnologue, в составе дакоидной ветви подгруппы языков не выделяются.

### Внешняя
В работе Р. Бленча 2005 года Is there a boundary between Plateau and Jukunoid? представлена классификация, в которой дакоидные языки образуют одну из четырёх ветвей в составе центральнонигерийской надветви бенуэ-конголезской семьи:

Ареал дакоидных языков в Нигерии

|  | элойи                                                |
|  |                                                      |
|  | юго-восточные                                        |
|  |                                                      |
|  | южные                                                |
|  |                                                      |
|  | ндун                                                 |
|  |                                                      |
|  | \| \| алуму \| \| \| \| \| \| нинзийские \| \| \| \| |
|  |                                                      |
|  | центральные                                          |
|  |                                                      |
|  | биромские                                            |
|  |                                                      |
|  | северные                                             |
|  |                                                      |
|  | алуму                                                |
|  |                                                      |
|  | нинзийские                                           |
|  |                                                      |

|  | алуму      |
|  |            |
|  | нинзийские |
|  |            |

|  | элойи                                                |
|  |                                                      |
|  | юго-восточные                                        |
|  |                                                      |
|  | южные                                                |
|  |                                                      |
|  | ндун                                                 |
|  |                                                      |
|  | \| \| алуму \| \| \| \| \| \| нинзийские \| \| \| \| |
|  |                                                      |
|  | центральные                                          |
|  |                                                      |
|  | биромские                                            |
|  |                                                      |
|  | северные                                             |
|  |                                                      |
|  | алуму                                                |
|  |                                                      |
|  | нинзийские                                           |
|  |                                                      |

|  | алуму      |
|  |            |
|  | нинзийские |
|  |            |

|  | элойи                                                |
|  |                                                      |
|  | юго-восточные                                        |
|  |                                                      |
|  | южные                                                |
|  |                                                      |
|  | ндун                                                 |
|  |                                                      |
|  | \| \| алуму \| \| \| \| \| \| нинзийские \| \| \| \| |
|  |                                                      |
|  | центральные                                          |
|  |                                                      |
|  | биромские                                            |
|  |                                                      |
|  | северные                                             |
|  |                                                      |
|  | алуму                                                |
|  |                                                      |
|  | нинзийские                                           |
|  |                                                      |

|  | алуму      |
|  |            |
|  | нинзийские |
|  |            |

|  | элойи                                                |
|  |                                                      |
|  | юго-восточные                                        |
|  |                                                      |
|  | южные                                                |
|  |                                                      |
|  | ндун                                                 |
|  |                                                      |
|  | \| \| алуму \| \| \| \| \| \| нинзийские \| \| \| \| |
|  |                                                      |
|  | центральные                                          |
|  |                                                      |
|  | биромские                                            |
|  |                                                      |
|  | северные                                             |
|  |                                                      |
|  | алуму                                                |
|  |                                                      |
|  | нинзийские                                           |
|  |                                                      |

|  | алуму      |
|  |            |
|  | нинзийские |
|  |            |

## История изучения
Первоначально дакоидные языки (дака и тарам) были выделены американским лингвистом Дж. Гринбергом как группа в составе ветви адамава адамава-убангийской семьи. Позднее П. Р. Беннетт отметил, что язык самба дака скорее следует отнести к бенуэ-конголезским языкам (1983). Р. Бойд предложил рассматривать дакоидные языки как изолированную группу в составе нигеро-конголезской макросемьи.
В современных классификациях дакоидные языки чаще всего относят к северной ветви бантоидных языков. В работах Р. Бленча дакоидные языки сближаются с джукуноидными, платоидным и языками кайнджи, объединяемыми в центральнонигерийскую надветвь.
Основная проблема в классификации дакоидных языков — отсутствие достаточных сведений об этих языках, язык тарам известен по отрывочным данным 1931 года (из работы Ч. К. Мика), а по языкам тиба и донг вообще нет никаких опубликованных исследований. Наиболее сложной представляется классификация языка донг. Очевидно, что это нигеро-конголезский язык. Отсутствие системы суффиксов затрудняет причисление языка донг к ветви адамава, хотя числительные донг сходны с числительными языка мумуйе и других адамавских языков, распространённых в ареале дакоидной группы. Скорее всего донг является наиболее удалённой ветвью от остальных дакоидных языков. В пользу этого говорят инновации, которые донг разделяет с другими дакоидными языками, не являющимися его соседями по ареалу. Между тем, в лексике языка донг отмечаются некоторые общие слова с платоидными языками, а также слова, не имеющие аналогов в каких-либо других языках.